# Сепе
Сепе (фр. Cépet) је насеље и општина у јужној Француској у региону Миди Пирене, у департману Горња Гарона која припада префектури Тулуз.
По подацима из 2011. године у општини је живело 1630 становника, а густина насељености је износила 229,25 становника/km². Општина се простире на површини од 7,11 km². Налази се на средњој надморској висини од 118 метара (максималној 185 m, а минималној 123 m).

## Демографија
| 1962. | 1968. | 1975. | 1982. | 1990. | 1999. | 2011. |
| ----- | ----- | ----- | ----- | ----- | ----- | ----- |
| 344   | 481   | 697   | 908   | 1.023 | 1.315 | 1.630 |

График промене броја становника у току последњих година